# Florin Halagian
Florin Halagian (Bukarest, 1939. március 7. – 2019. augusztus 12.) román labdarúgó, középpályás, edző.

## Pályafutása

### Játékosként
1950 és 1957 között a Dinamo București, 1957–58-ban a Progresul București, 1958–59-ben a Pompierul București labdarúgója volt. 1959 és 1962 között a Dinamo Pitești, 1963–64-ben ismét a Dinamo București, 1964-ben a Petrolul Ploiești, 1964–65-ben a Minerul Baia Mare csapatában szerepelt. 1965-ben visszatért a Dinamo Piteștihez, 1966 és 1968-ban a Politechnica București, 1969-ben a Vagonul Arad játékosa volt.

### Edzőként
1971 és 1981 között a Dinamo Pitești vezetőedzője volt és két bajnoki címet nyert a csapattal. Közben 1979-ben a román válogatott ideiglenes szövetségi kapitánya volt. 1981 és 1984 között az Olt Scornicești, 1984-ben a Steaua București, 1985-ben az Universitatea Craiova, 1985 és 1988 között újra Dinamo Pitești, 1988–89-ben a Victoria București szakmai munkáját irányította. 1990–91-ben a Románia B-válogatott szövetségi kapitánya volt. 1991 és 1994 között a Dinamo București vezetőedzőjeként újabb román bajnoki címet szerzett 1992-ben. 1994–95-ben az Inter Sibiu, 1995 és 1997 között az FC Național vezetőedzője volt. 1999 és 2010 között az FCM Bacău, az FC Argeș, az FC Brașov, a Ceahlăul Piatra Neamț, a Gloria Bistrița és a CS Mioveni csapatainál tevékenykedett.

## Sikerei, díjai
Edzőként
 Dinamo Pitești
- Román bajnokság
  - bajnok: 1971–72, 1978–79

 Dinamo București
- Román bajnokság
  - bajnok: 1991–92